# Psychoda semberica
Psychoda semberica är en tvåvingeart som beskrevs av Krek 1979. Psychoda semberica ingår i släktet Psychoda och familjen fjärilsmyggor. Inga underarter finns listade i Catalogue of Life.